# Schillerstraße (Leipzig)
Die Schillerstraße in Leipzig ist eine Anliegerstraße am Südrand der Innenstadt, benannt nach dem Dichter Friedrich Schiller (1759–1805). 

## Verlauf
Die Schillerstraße beginnt am Knoten Wilhelm-Leuschner-Platz / Martin-Luther-Ring / Roßplatz und verläuft zunächst 100 Meter in nordnordöstlicher Richtung, bevor sie an der Einmündung der Petersstraße in ostnordöstlich Richtung abbiegt und nach weiteren 200 Metern an der Universitätsstraße / Kurt-Masur-Platz endet. Zwischen Petersstraße und Neumarkt ist sie für den Kraftfahrzeugverkehr gesperrt.
Nur die Nordseite der Straße ist bebaut, während sich nach Süden die Lenné-Anlage anschließt, die auch Schillerpark genannt wird.

## Geschichte

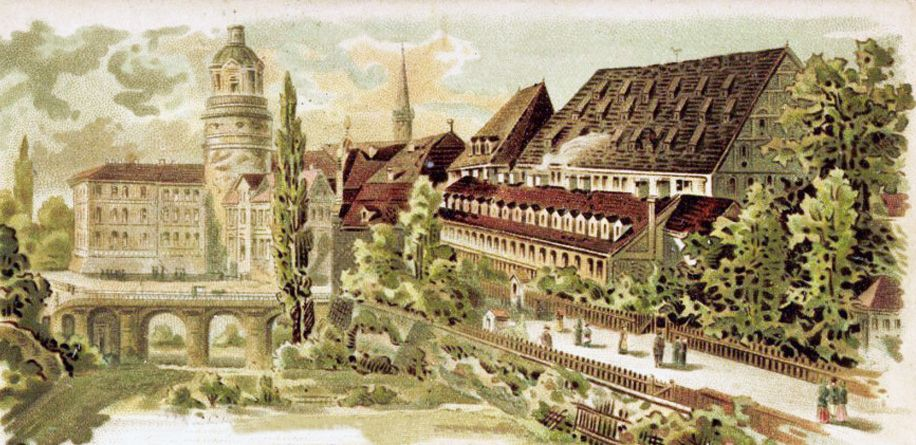
Moritzdamm am ehemaligen Stadtgraben mit dem Kornhaus (um 1850)

Bis zur Mitte des 19. Jahrhunderts bildete die südliche Begrenzung der Altstadt der trockengelegte Stadtgraben. An ihm entlang verlief an der Stelle der abgerissenen Stadtmauer der Moritzdamm bis zur Moritzbastei. Kleinere Bauten standen vor dem größten Gebäude der Stadt, dem Speicher Kornhaus. Auf der Moritzbastei hatten im ersten Drittel des 19. Jahrhunderts die Architekten Johann Carl Friedrich Dauthe (1746–1816) und August Wilhelm Kanne (1784–1827) die Bürgerschule errichtet, und die Weiterführung des Moritzdamms bis zum Augustusplatz hieß An der Bürgerschule.
1857 hatte die Stadt den Gartenarchitekten Peter Joseph Lenné (1789–1866) beauftragt, unter Auffüllung des Stadtgrabens eine Parkanlage zu gestalten. 1859 wurde die Anlage fertiggestellt und an ihrer Nordseite statt des Moritzdamms eine Straße angelegt, die bis zum Augustusplatz führte und die am 10. November des gleichen Jahres anlässlich des 100. Geburtstages des Dichters den Namen Schillerstraße erhielt.
In den folgenden Jahren wurden bis 1863 nach Abriss des Kornhauses an ihrer Nordseite mit den Hausnummern 3–6 repräsentative Gebäude im Stil des Historismus errichtet, die sämtlich erhalten sind und unter Denkmalschutz stehen. 1887 entstand an der Ecke zur Petersstraße nach Abriss der Alten Peterskirche mit der Längsseite zur Schillerstraße das Gebäude der Reichsbank (heute Musikschule Leipzig). Die ehemals östlich der Universitätsstraße stehenden Gebäude der Universität, das Friedericianum und das Universitätsrentamt, wurden im Zweiten Weltkrieg zerstört.

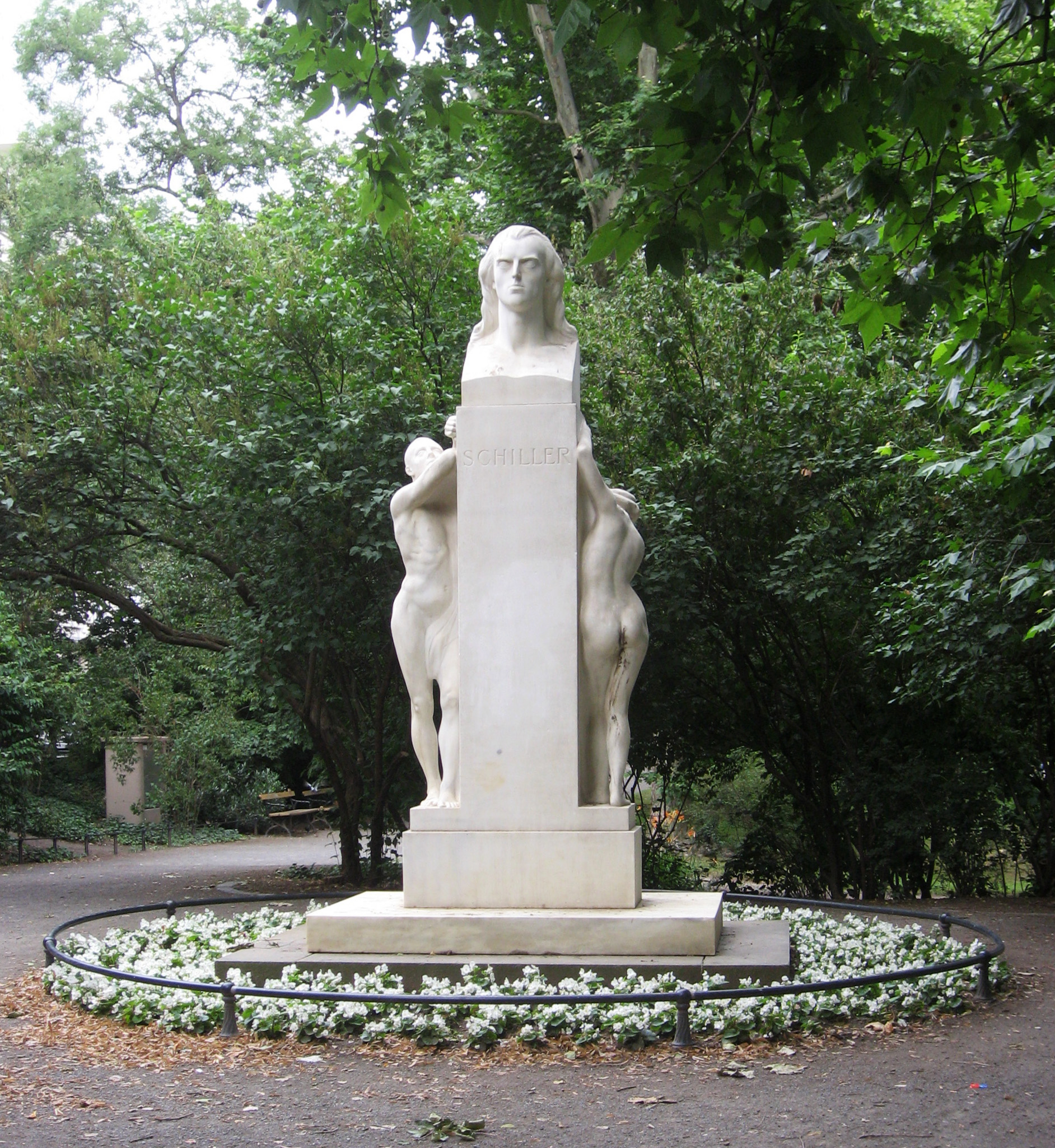
Schillerdenkmal (2011)

1882 wurden in der Schillerstraße Gleise für die Leipziger Pferdebahn verlegt, und 1896 fuhr eine elektrische Straßenbahn erstmals durch die Schillerstraße. 1914 wurde nahe der Schillerstraße das vom Leipziger Bildhauer Johannes Hartmann (1869–1952) aus Carrara-Marmor geschaffene Schiller-Denkmal enthüllt.
Wegen des Baus des City-Hochhauses wurde 1968 die Schillerstraße zwischen Universitätsstraße und Augustusplatz unterbrochen und deshalb auch der Straßenbahnbetrieb eingestellt.
Seit 2013 befindet sich am Beginn der Schillerstraße der nördliche Zugang zur Station Wilhelm-Leuschner-Platz des Leipziger City-Tunnels.

## Weiteres
- Neben der Schillerstraße gibt es im Leipziger Stadtteil Gohlis den Schillerweg, der an Schillers Aufenthalt im Jahr 1775 im damaligen Dorf Gohlis erinnert.[1]
- Bis 1904 gab es noch eine Schillerstraße im Stadtteil Connewitz, danach Herderstraße.[2]